# Halenbrücke
Halenbrücke – most na rzece Aare w kantonie Berno w Szwajcarii.

## Historia
Budowę mostu rozpoczęto w 1911 roku. Otwarcie miało miejsce 13 września 1913 roku. Odciążył pochodzący z XVI wieku most Neubrügg i poprawił połączenie komunikacyjne między północną a Bernem. Konkurs na projekt wygrała firma Müller, Zeerleder und Gobat. Nadzór nad budową prowadziło biuro inżynieryjne konstrukcji żelbetowych Jacob Bolliger & Co. w Zurychu. W momencie otwarcia był to najszerszy most betonowy w Szwajcarii. Podczas remontu w latach 1968–1970 dokonano drobnych napraw, poszerzono chodnik i zamieniono betonowe balustrady na wykonane z prętów stalowych. W latach 1992–1993 most przeszedł generalny remont podczas którego zrekonstruowano betonowe balustrady, odnowiono filary i inne powierzchnie użytkowe. Na moście od strony południowej umieszczono dwie metalowe płyty. Jedna informuje o remoncie w latach 1992–1993, a druga o budowie mostu. Umieszczono na niej napis: HALENBRÜCKE / ERBAUT 1912–1913 / MÜLLER–ZEERLEDER & GOBAT / EISENBETON–FAVRE / PROJECT J–BOLLIGER & ZÜRICH.

## Opis
Most ma długość 238 m. Składa się z: łuku głównego i 4 łuków na prawym brzeg rzeki Aare. Oś mostu przebiega ukośnie do kierunku przepływu rzeki. Łuk główny w kształcie paraboli ma długość 92 metry, a koliste cztery łuki po 23 metry. Jezdnia jest podzielona na dwa pasy dla samochodów i pas dla rowerów. Chodnik dla pieszych jest tylko po jednej stronie.